# أكيرا أوبا
أكيرا أوبا (باليابانية: 大場 啓) (22 أبريل 1976 في فوكوكا في اليابان – )؛ هو لاعب كرة قدم ياباني سابق كان يلعب كلاعب وسط.

## وصلات خارجية
- أكيرا أوبا على موقع رابطة كرة القدم اليابانية للمحترفين (اليابانية)